# Gośniewice (Warka)
Pour les articles homonymes, voir Gośniewice.
Gośniewice (prononciation : [ɡɔɕɲɛˈvit͡sɛ]) est un village polonais de la gmina de Warka dans le powiat de Grójec de la voïvodie de Mazovie dans le centre-est de la Pologne.
Il se situe à environ 6 kilomètres au nord-ouest de Warka (siège de la gmina), 20 kilomètres à l'est de Grójec (siège du powiat) et à 46 kilomètres au sud de Varsovie (capitale de la Pologne).
Le village possède approximativement une population de 230 habitants .

## Histoire
De 1975 à 1998, le village appartenait administrativement à la voïvodie de Radom.